# Рыбаки в Пуасси
«Рыбаки в Пуасси» (фр. Les Pêcheurs de Poissy) — картина французского художника Клода Моне, написанная им в 1882 году в Пуасси на берегу Сены. В настоящее время находится в экспозиции галереи Бельведер в Вене.

## История
Клод Моне прожил в Пуасси два года, с декабря 1881 по апрель 1883 года, на вилле Сен-Луи (фр. Saint-Louis) на берегу Сены, недалеко от старого моста. Благодаря открытию в 1843 году железнодорожной линии Париж — Гавр многие художники и парижане обзавелись собственными домами на берегу Сены и наслаждались катанием на лодках, плаваньем и рыбалкой.
Ги де Мопассан в рассказе «Из Парижа в Руан» (фр. De Paris à Rouen), опубликованном в 1883 году, кратко описывает деятельность, которая там происходила: «Пуасси, знаменитый своим центральным домом, своим старым бычьим рынком и своими рыбаками. Здесь, слева, живёт месье Мейссонье; мадемуазель Сюзанна Лажье поймала на этом маленьком участке реки больше пескарей, чем розовых клумб в Нантере. Многие драматические артисты каждое воскресенье приезжают сюда, чтобы копать червей».